# Herman Willem Daendels
Herman Willem Daendels (Hattem, 21 oktober 1762 – Elmina, Goudkust, 2 mei 1818) was een Nederlands patriot, die in 1786 het heft in eigen handen nam toen hij bij een benoeming door stadhouder Willem V werd gepasseerd. Hij schoolde zich vervolgens als militair en vluchtte naar Noord-Frankrijk toen de stadhouder in zijn macht was hersteld. Na de Bataafse Revolutie was hij generaal. Van 1807 tot 1810 was hij gouverneur-generaal van Nederlands-Indië. In 1815 werd Daendels benoemd tot gouverneur-generaal van de Nederlandse bezittingen aan de Afrikaanse Goudkust.

## Biografie

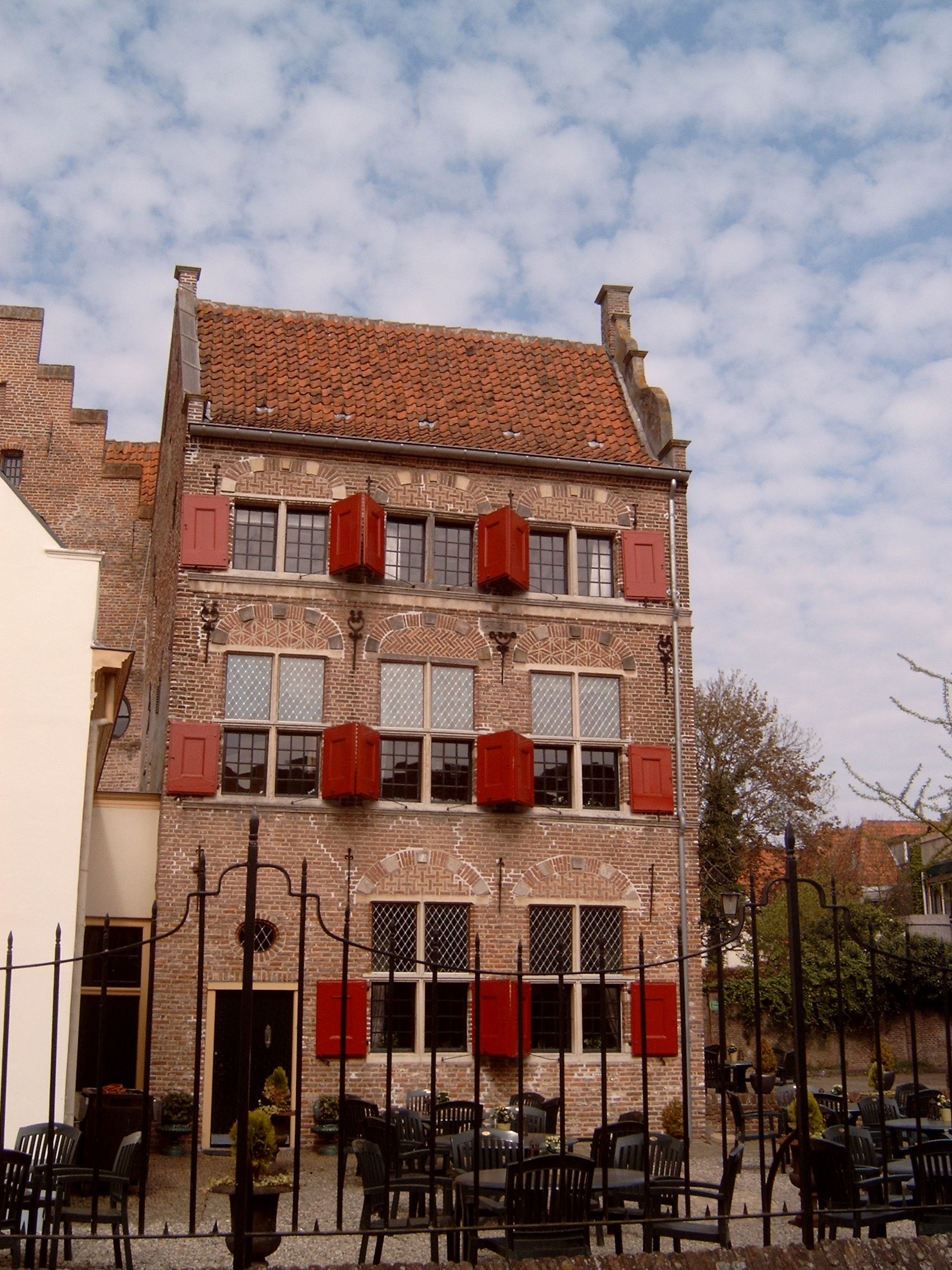
Woonhuis van Daendels in Hattem

Daendels was de zoon van Burchard Johan Daendels, die als stadssecretaris magistraat was in Hattem en exploitant van een steenbakkerij in de uiterwaarden van de rivier de IJssel. Hij bezocht het Athenaeum Illustre te Deventer. Vanaf september 1781 volgde hij een studie in de rechten aan de Universiteit van Harderwijk, waar hij in april 1783 promoveerde. Een proefschrift, zo al vervaardigd, is niet bewaard gebleven. Tot in de 20e eeuw was het niet ongebruikelijk om op stellingen te promoveren. Er was in die gevallen géén promotieonderzoek gedaan. Vaak promoveerde men op de dag waarop men afstudeerde.

### Troebelen in Hattem
Na zijn studie werd Daendels advocaat in zijn geboorteplaats Hattem, een stadje met destijds ongeveer 1.000 inwoners. Zijn vader stierf in augustus 1785. Het zou niet ongebruikelijk geweest zijn als deze door zijn zoon zou zijn opgevolgd, maar in 1786 benoemde stadhouder Willem V een orangist in de opengevallen plaats. Bovendien werden twee vacatures niet opgevuld om de vroedschap in grootte te doen afnemen. Dit besluit riep verzet op bij Daendels, die als kapitein van het exercitiegenootschap St. Anna's Gilde, al een tijdje op de voorgrond trad. Daendels verzette zich tegen het privilege, waarmee de stadhouder veel invloed had op de samenstelling en grootte van de vroedschap. Hij riep zijn stadsgenoten op zelf het stadsbestuur aan te vullen. Hiermee zouden de inwoners zich weer een oud recht toe-eigenen, dat hun ontnomen was bij de vorming van de Unie van Utrecht (1579).  Daendels liet zich inspireren door de veranderingen in Utrecht, toen hij in mei het stadsregeringsreglement buiten werking zette. Op woensdagochtend 2 augustus 1786 werden ten overstaan van de verzamelde exercitiegenootschappen zestien "democratisch" gekozen patriotten in de Utrechtse vroedschap beëdigd; Daendels was daarbij aanwezig.
Eind juli waren twee nieuwe schepenen benoemd, waaronder een voormalige lijfwacht van de prins. Op 8 augustus verkondigde Daendels het stadje militair te verdedigen. Ook de predikanten van Elburg hielpen de bolwerken en wallen te herstellen. Daendels richtte zijn huis in als munitieopslagplaats. Op 28 augustus nam de prins het besluit troepen naar Hattem en Elburg te zenden, onder het bevel van generaal Johan Carel Spengler. De Gelderse stadhouderlijke troepen werden verplaatst en bezetten op 5 september Hattem en Elburg zonder veel moeite. Daendels en zijn democratische medestanders namen de wijk naar Zwolle en beraamden een herovering van hun stad.
In januari 1787 was Daendels, lid van een 'nationale commissie ter expeditie van burgerzaken' die een defensieplan voor Holland, Utrecht, Gelderland en Overijssel moest ontwerpen om die gewesten te beschermen. Hij reisde met Aleida van Vlierden naar Bentheim waar zij op 9 maart of 19 augustus 1787, volgens de overlevering zonder toestemming van de prinsgezinde schoonouders, in het huwelijk traden. Daendels verdedigde Amsterdam tegen de Pruisen in oktober (1787) als majoor van een door hemzelf ingestelde Gelderse brigade.

### Vluchteling in Noord-Frankrijk

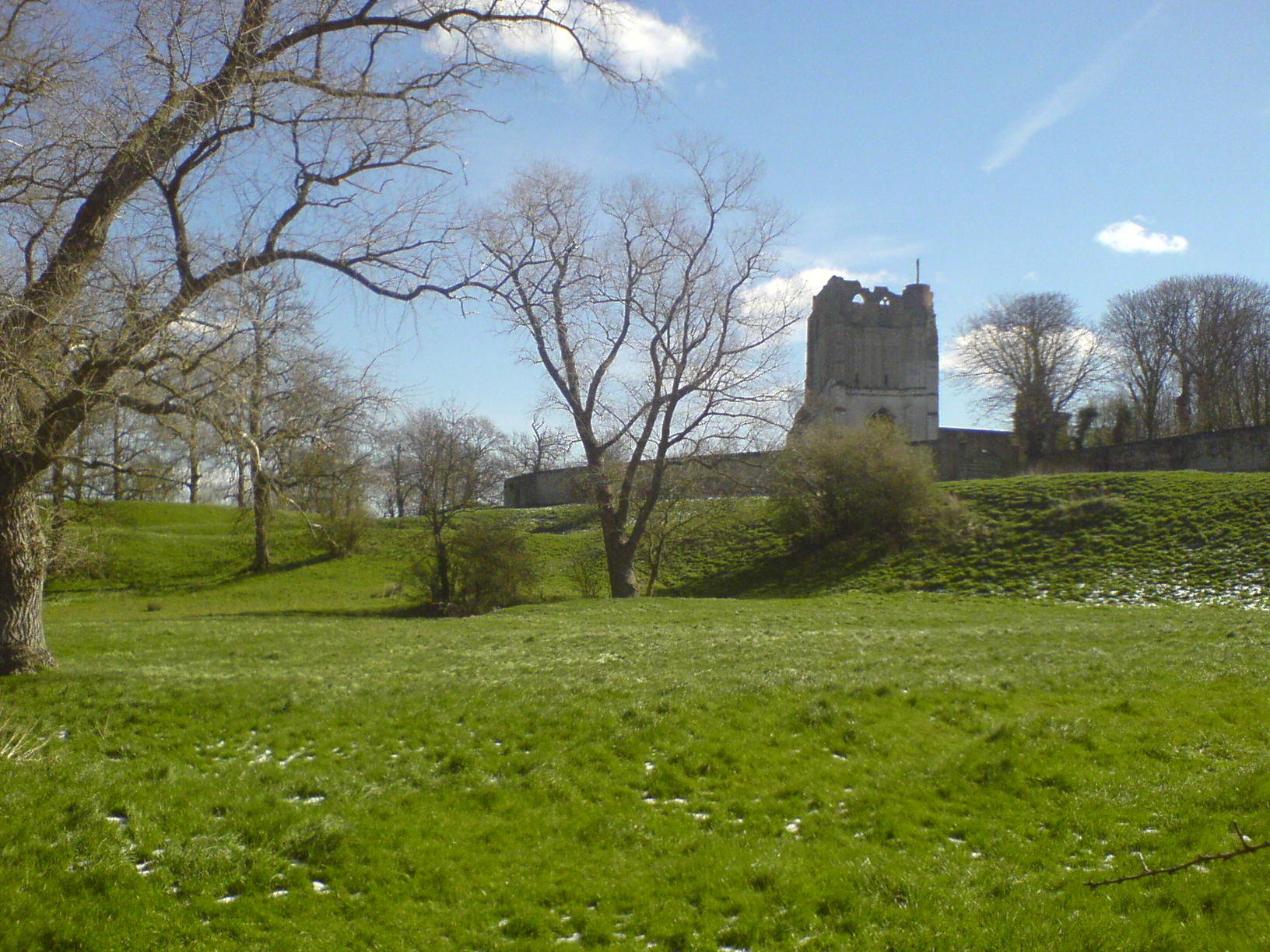
Restanten van de abdij in Waten

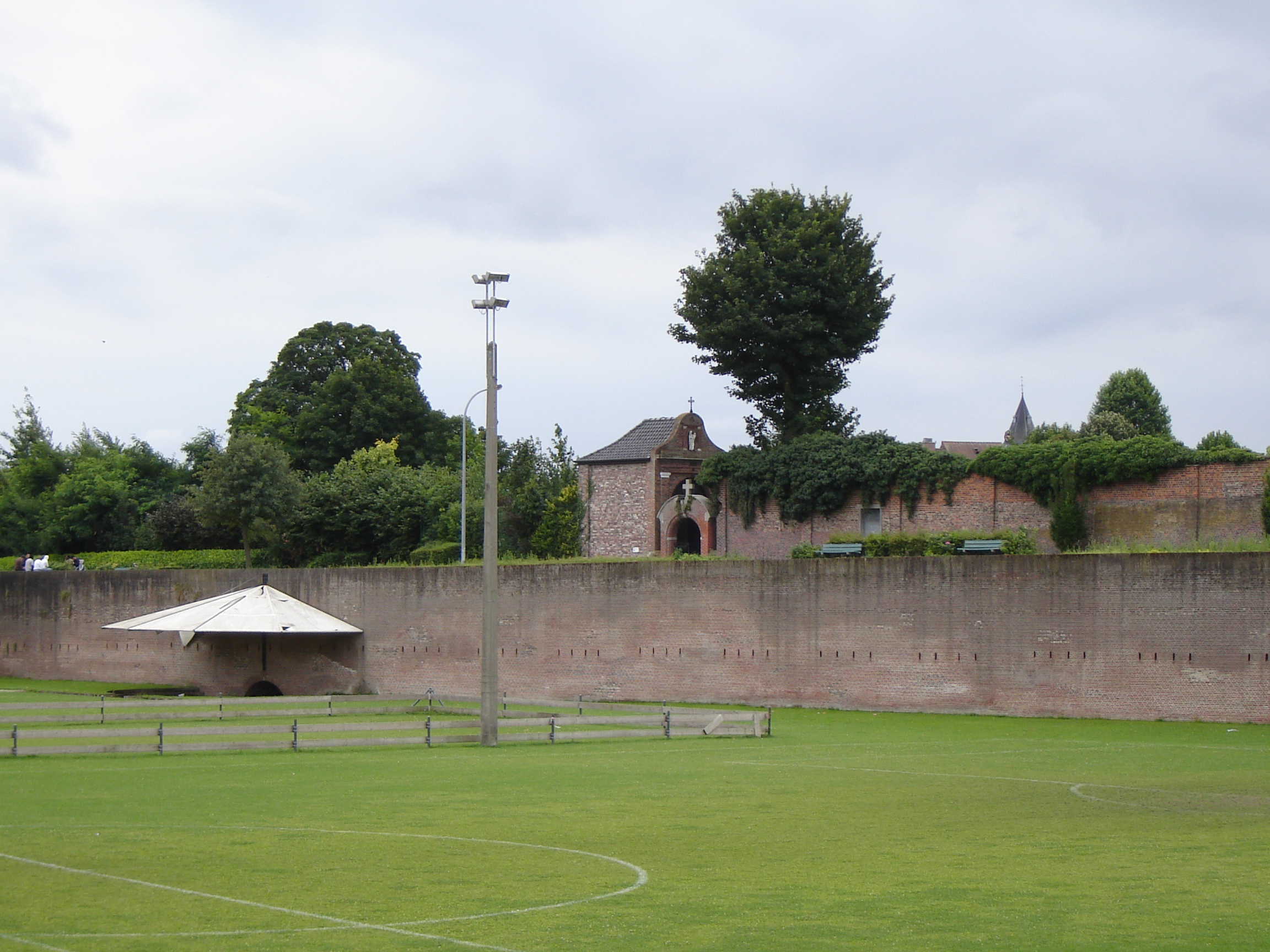
Deel van de vesting in Menen (langs de Leie), ontworpen door Vauban

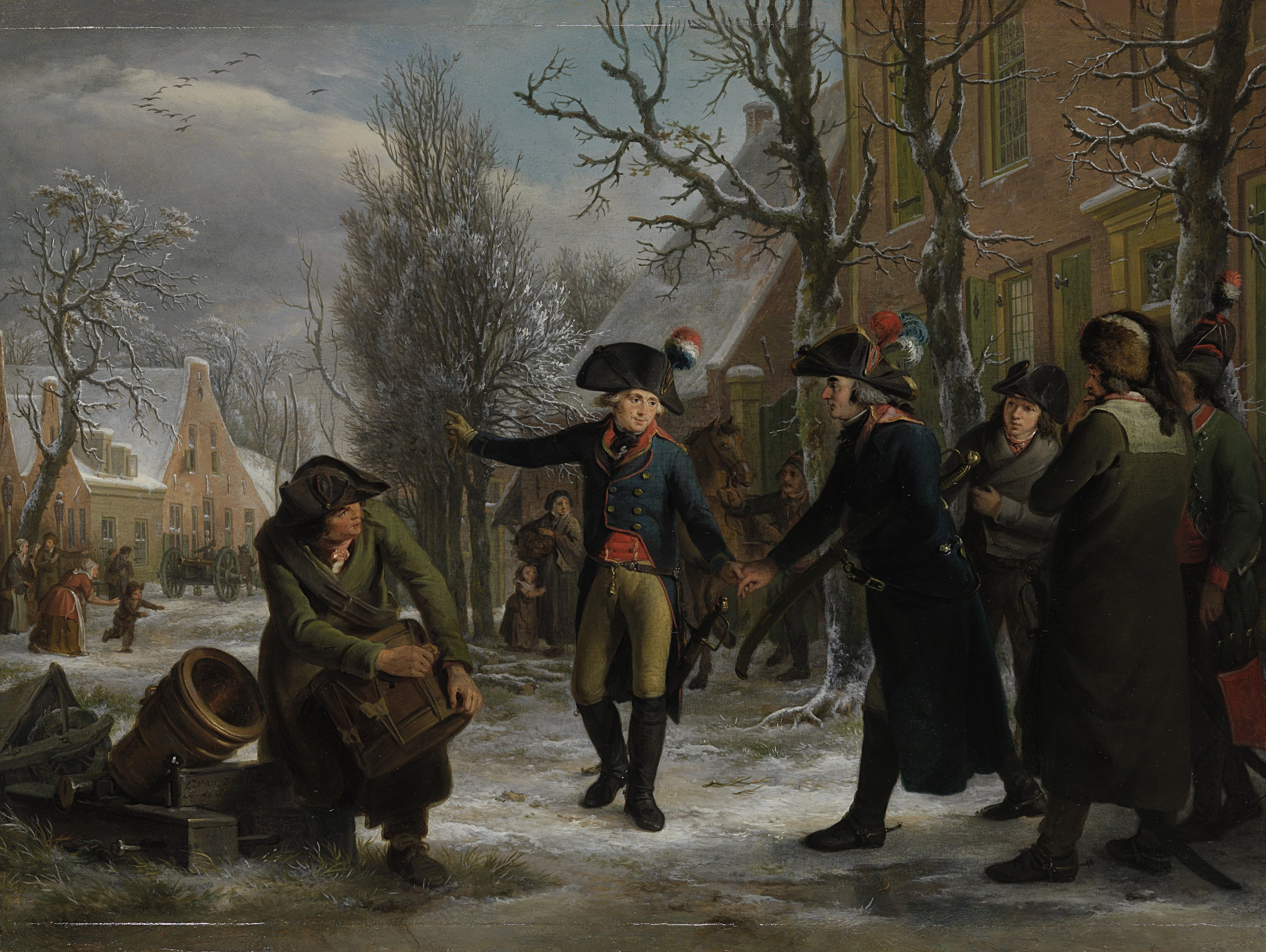
Generaal Daendels neemt afscheid van luitenant-kolonel Krayenhoff

De restauratie van 1787 van het stadhouderlijk bewind betekende voor Daendels een dreigende gevangenneming. Door zijn vertrek ontkwam hij aan de tenuitvoerlegging van het vonnis van het Hof van Gelderland uit 1788, waarbij hem het burgerrecht werd ontnomen en hij "op poene van den dood" uit Gelderland werd verbannen. 
Daendels, Johan Valckenaer en Adam Gerard Mappa huurden op initiatief van Wybo Fijnje een oud jezuïetenklooster, de Abdij van Waten, en restaureerden de kamers, verbouwden groente, afgewisseld met discussies en het spelen van biljart. Nadat Mappa naar Amerika was geëmigreerd en Daendels de huur niet meer kon betalen en naar Duinkerke was vertrokken, ontstonden er spanningen in de commune. Daendels handelde met een vroegere studievriend in hout, kaas en tabak. Hij kreeg al snel ruzie met Court Lambertus van Beyma die hem voor de rechter daagde. Daendels was in de Republiek bij verstek ter dood veroordeeld en inmiddels bang om vermoord te worden en zijn woning geplunderd.
In 1792 nam hij zitting in het Bataafs Comité, dat een omwenteling in de Republiek der Zeven Verenigde Provincies voorbereidde en zag voor zichzelf een adviseursrol in deze operatie. Daendels maakte indruk op de Fransen, want hij beschikte over een uitgebreid netwerk van informanten en zou de Franse generaals kunnen voorzien van informatie over troepenbewegingen van de Oostenrijkers tijdens de Eerste Coalitieoorlog. Eind mei vertrok hij naar Parijs. In het geheim werden 6.000 geweren gekocht in Engeland voor het nog op te richten Bataafs Legioen. Op 1 augustus 1792 werden hij en zijn handelscompagnon als officier benoemd en begon een rekruteringsbureau in Oostende. Gerrit Paape diende als zijn secretaris. 
Op 1 februari 1793 verklaarde Frankrijk de oorlog aan de Nederlandse Republiek en Daendels maakte deel uit van het Franse Armée du Nord onder Dumouriez dat twee weken later Staats-Brabant en Maastricht aanviel. De Franse aanval mislukte, de troepen werden teruggetrokken en verslagen in de Slag bij Neerwinden (1793). Daarna leverde Daendels op 12/13 september 1793 de Slag bij Wervik tegen een geallieerd leger van Nederlanders, Zuid-Nederlanders en Oostenrijkers. Hij werd aangesteld als commandant van de vesting Menen. In de strijd langs de Frans-Nederlandse grensposten in het graafschap Vlaanderen, die een jaar duurde, leerde hij het kunstje van de oorlog. Als brigadegeneraal (sinds april 1794) in het leger van Pichegru keerde hij terug in de Nederlanden. Op 21 september 1794 kwam hij met zijn bataljon in 's-Hertogenbosch aan. Het beleg van de stad zou drie weken duren. 
Daendels' plannen tot eigenmachtig optreden, in een proclamatie op 21 oktober door Paape naar de krant verstuurd, verschrikten de Fransen. Hij probeerde Amsterdam over te halen een alvast revolutie te bewerkstelligen om een sterkere uitgangspositie te hebben tegenover de Fransen. Willem Irhoven van Dam met Cornelis Krayenhoff reisden naar het Franse hoofdkwartier in Den Bosch om Daendels te ontmoeten. Een aanval vanuit Crèvecoeur op de Bommelerwaard mislukt in eerste instantie. Onder steeds dreigender wordende omstandigheden wist Guillaume Anne de Constant Rebecque met zijn brigade op de rechter Waaloever stand te houden en de vijand drie dagen op te houden, tot hij door de prins van Oranje naar Leerdam werd gezonden, ter verdediging van de Linge. Op 17 januari stond Daendels in Leerdam aan het hoofd van een vooruitgeschoven brigade.

## Bataafs-Franse tijd 1795-1813

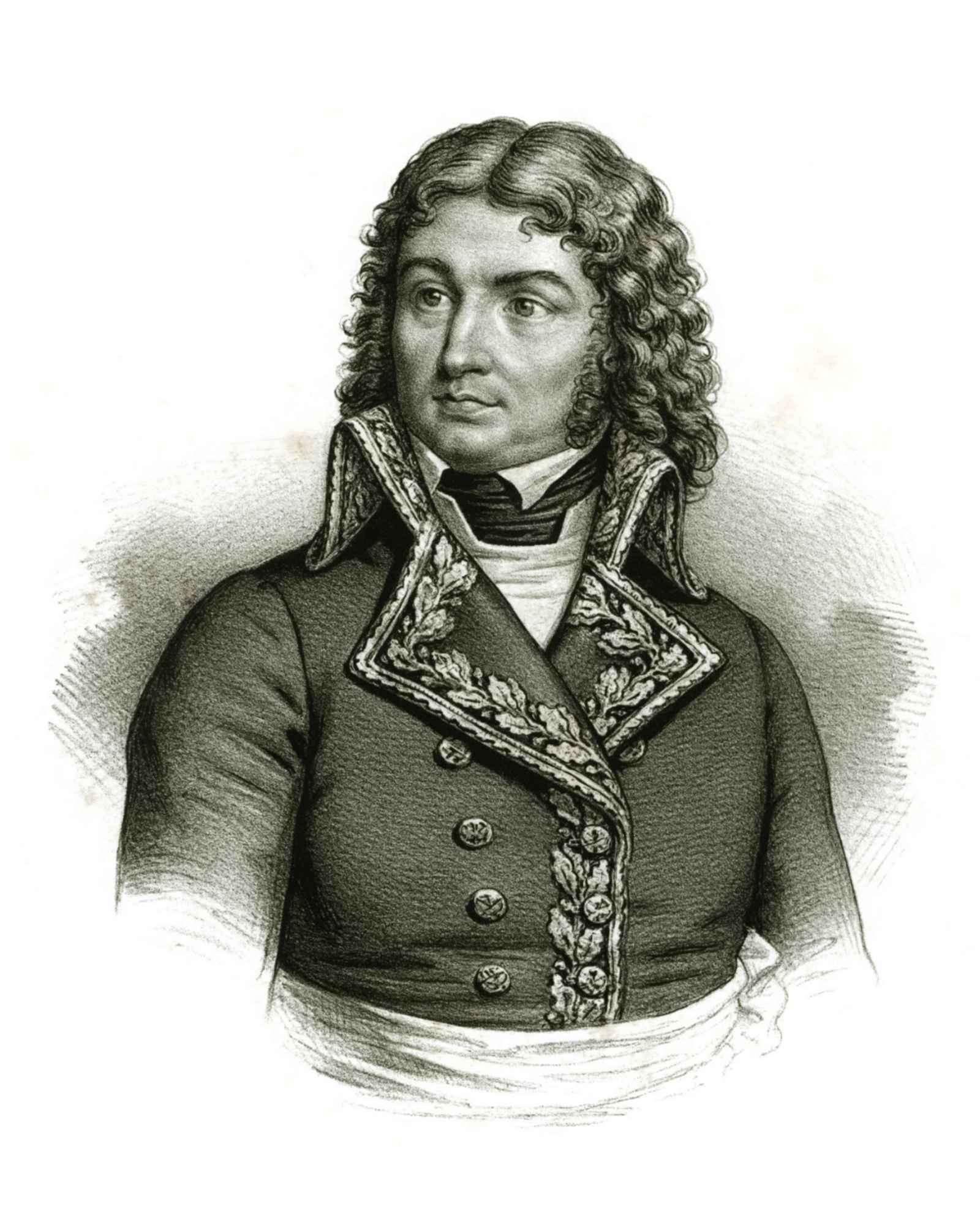
Barthélemy Catherine Joubert

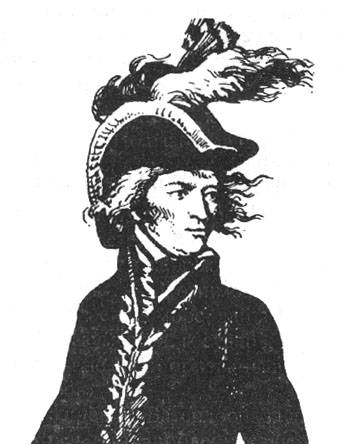
Guillaume Brune

Op zondagmiddag 18 januari 1795 kwam Krayenhoff op last van Daendels de Amsterdamse burgemeesters vertellen dat ze de volgende dag beter konden aftreden. Op 20 februari was hij in Delft, dat zich weifelachtig opstelde om een nieuw stadsbestuur in te stellen. Na een bezoek aan Parijs kwam Daendels in juni als luitenant-generaal in dienst van de Bataafse Republiek, in dezelfde rang als Jean-Baptiste Dumonceau, wat hem dwars moet hebben gezeten. Hij moest zijn excuses aanbieden na ontactisch optreden in Den Haag. In juli 1795 werd hem opgedragen het leger te reorganiseren en een jaar later werd het zijn taak de oostgrens te verdedigen. Het Kollumer oproer veroorzaakte grote tegenstellingen in Friesland, zodat Daendels te hulp werd geroepen. In het najaar van 1797 was de Republiek even ver als in het voorjaar van 1795. Na het verlies van de Zeeslag bij Camperduin door Jan Willem de Winter greep hij in. Als unitariër organiseerde Herman Willem Daendels de staatsgreep van 22 januari 1798 door de al te fanatieke federalistische leden van de Nationale Vergadering op te sluiten om zodoende een einde te maken aan de besluiteloosheid van 40.000 kiesmannen en de lange debatten door de gewestelijke afgevaardigden. Hij wist de goedkeuring te verkrijgen van Talleyrand en kreeg medewerking van de Franse ambassadeur Charles Delacroix, en de generaals Dumonceau en Joubert. Vier uur later werd een Uitvoerend Bewind naar Frans model ingevoerd; de departementen en gemeenten kregen veel minder autonomie. Om twee uur 's middags is alles voorbij. 21 leden van het Vertegenwoordigend Lichaam waren gearresteerd. In totaal werden 33 leden afgezet.
In overleg met Jacobus Spoors, Gogel en Joubert vertrok Daendels in mei naar Parijs. Hij had gesprekken met Talleyrand en Paul Barras van het Directoire. In twee weken tijd gaf Daendels 15.000 gulden uit. Er moet heel wat aan de strijkstok zijn blijven hangen. Op 12 juni 1798 voerde Daendels een tweede staatsgreep uit tegen de radicale unitariërs; hun gedrag werd als schurkachtig ervaren. Delacroix en Van Langen werden gearresteerd, Pieter Vreede en Wijbo Fijnje ontsnapten door een raam. De gehate besluiten werden teruggedraaid; de aanstichters verdwenen. Delacroix werd teruggeroepen.  Zonder dat er een schot was gevallen namen de Moderaten de macht over en de Bataafse Revolutie was voorbij. Daendels, die gemakkelijk tot opwinding te brengen was, werd te kennen gegeven zich te matigen.
Onder leiding van de Franse generaal Guillaume Brune kreeg hij de opdracht de dreigende Russisch-Engelse landing bij Zijpe in de kop van Noord-Holland te voorkomen. Daendels werd gelegerd in het noordelijke deel van Noord-Holland, met zijn hoofdkwartier in Schagen, terwijl Dumonceau posities had ingenomen in Friesland en Groningen om een landing op de Noord-Nederlandse kust of een invasie vanuit Duitsland te kunnen onderscheppen. Na zijn nederlaag in de Slag bij Callantsoog gaf hij bevel aan de garnizoenen van de kustforten van Den Helder om de forten te verlaten. Deze manoeuvre werd hem ernstig kwalijk genomen. Vanwege de beschuldiging van verraad schreef hij een verweerschrift en kreeg twee jaar verlof. In augustus 1802 had hij een gesprek met Rutger Jan Schimmelpenninck en generaal Dumonceau op het Loo; over de inhoud is niet veel bekend, maar had te maken met een regeringswisseling. Daendels verspreidde geruchten over een samenzwering. Hij nam twee dagen na de instelling van het Staatsbewind ontslag toen hij niets kon bewijzen. De "derde staatsgreep" van Daendels is mislukt door ingrijpen van de Franse generaal Pierre François Charles Augereau, waarschijnlijk in opdracht van Napoleon.
De in ongenade gevallen Daendels trok zich terug in het Heerderdal op de Noord-Veluwe. Hij kreeg van de Bataafsche Republiek 500 morgen (minstens 430 hectare) ongecultiveerde heidegrond in eeuwigdurende erfpacht, voor 15 gulden per jaar en stichtte een grootschalige landbouwonderneming op het landgoed De Dellen, ten westen van Heerde. Hij hield zich bezig met de ontginning van heide tot landbouwgrond, het planten van dennen, het vetmesten van varkens, het fokken van schapen. Daendels correspondeerde met Johan Valckenaer, eveneens herenboer en ambteloos burger.
In juni 1806 herstelde Lodewijk Napoleon hem in zijn functies en Daendels werd luitenant-generaal van de troepen te paard. Hij is afgezonden naar Groningen en Friesland. In oktober veroverde Daendels Oost-Friesland dat bij de republiek werd ingelijfd. Twee maanden later was hij terug uit Emden. Evenals Dirk van Hogendorp was hij op jacht naar een eervolle betrekking in Nederlands-Indië.

### Gouverneur-generaal van Nederlands-Indië

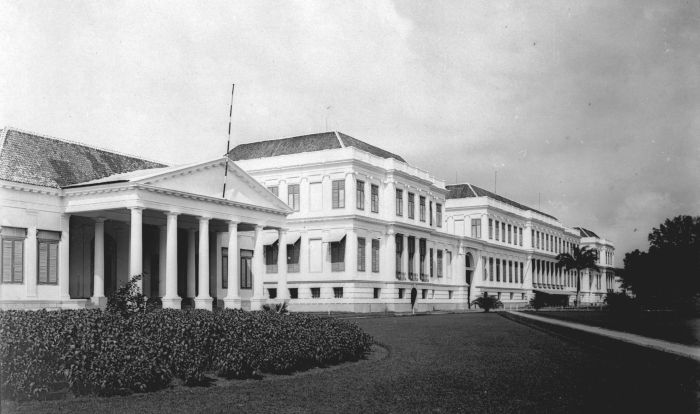
Paleis van Daendels

Vervolgens benoemde Lodewijk Napoleon hem in 1807 tot gouverneur-generaal van Nederlands-Indië met de rang van maarschalk. Na een lange reis kwam hij op 5 januari 1808 aan in Batavia. Zijn belangrijkste taak was de kolonie tegen de Engelsen beschermen, die sinds de Brieven van Kew voormalige handelsposten in Azië hadden overgenomen. In korte tijd verjoeg hij het Engelse leger van Java. Daendels bouwde ziekenhuizen en militaire onderkomens; wapenfabrieken in Soerabaja en Semarang en een nieuwe militaire opleidingsschool in Batavia. Daar liet hij een fort in de wijk Meester Cornelis en Fort Lodewijk in Soerabaja optrekken. Tevens gaf hij opdracht tot het bouwen van een nieuwe residentie in Jakarta, wat het Paleis van Daendels of het het Witte Huis genoemd werd en later een andere bestemming kreeg.
Daendels reorganiseerde niet alleen het leger; zijn tweede taak was de corruptie te bestrijden. Hij schafte de tiendenplicht af en gaf alle godsdiensten dezelfde rechten. Hij probeerde het bestuur op Java te centraliseren en de heerschappij van de feodale machthebbers in te perken. Daendels reisde met 1.000 soldaten en enig geschut naar de kraton van de sultan van Bantam die zich tegen het koloniale bestuur had verzet. De vermetele Daendels trok geheel alleen het grote voorplein op en eiste toegang; een eis die kracht werd bijgezet door een op de poort gericht kanon. Toen de poort geopend werd, stapte Daendels vastberaden op de oude zwakke sultan af die de gouverneur-generaal op zijn troon opwachtte. Daendels trok de oude vorst van zijn zetel en nam zelf plaats. "Nu ben ik sultan" riep hij.
De VOC die in de kolonie de macht uitoefende, was een handelsmaatschappij en Nederlanders in Indië vertegenwoordigden daarom geen soevereine macht. Daendels liet de Indische vorsten voelen dat hij een koning vertegenwoordigde. Het was voorbij met de slaafse bejegening van de Javaanse aristocratie; Daendels heette daarom de "Toewan Besar Goentoer" te zijn, de grote "donderende" heer.
Daendels voerde een moderne ambtenarij in en beroofde de afzonderlijke handelsposten van hun bestuurlijke autonomie. Hij organiseerde bestuur en rechtspraak op een moderne manier en ruimde enkele misbruiken en wantoestanden uit de tijd van de Compagnie op. Hierdoor was hij niet geliefd bij de Oudgastenpartij, die klachten en beschuldigingen over hem naar Lodewijk Napoleon stuurde. Daarvoor was ook alle aanleiding want Daendels eigende zich, in strijd met zijn instructie, landgoederen en het lucratieve monopolie op de handel in eetbare zwaluwnesten toe. Mede door deze tegenwerking liepen zijn pogingen niet helemaal volgens plan en moest hij teruggrijpen op het economisch model van de oude Republiek; het Preangerstelsel uit het begin van de 18e eeuw, waarmee de VOC de productie van bepaalde goederen (bijvoorbeeld koffie) had afgedwongen.
De driftige gouverneur-generaal had weinig respect voor de rechtsgang. Hij liet in 1808 drie van diefstal beschuldigde Europeanen nog tijdens hun proces ophangen. De rechter die protesteerde werd ontslagen.

### De Grote Postweg op Java
Daendels is vooral bekend gebleven als drijvende kracht achter de aanleg van de Grote Postweg (Jalan Raya Pos) over de volle lengte van Java. Dit werk, de weg van Anjer naar Panarukan, had bovenal een militair doel: snelle verplaatsing van de troepen. Daarnaast was het vanaf 1810 een snelle route om per postkoets post en reizigers te vervoeren en kon de Javaanse bevolking haar handelswaar gemakkelijker over grote afstanden vervoeren. Een reis van Batavia naar Semarang duurde in plaats van 10 à 14 dagen nog slechts 3 à 4 dagen. De verbindingsweg van zo'n duizend kilometer lang was binnen een jaar voltooid en kostte naar schatting 12.000 dwangarbeiders het leven. Toch wordt het ook door latere Indonesische historici gezien als een belangrijke prestatie omdat hij mogelijk maakte andere delen van Java in dagen in plaats van weken te bereiken.

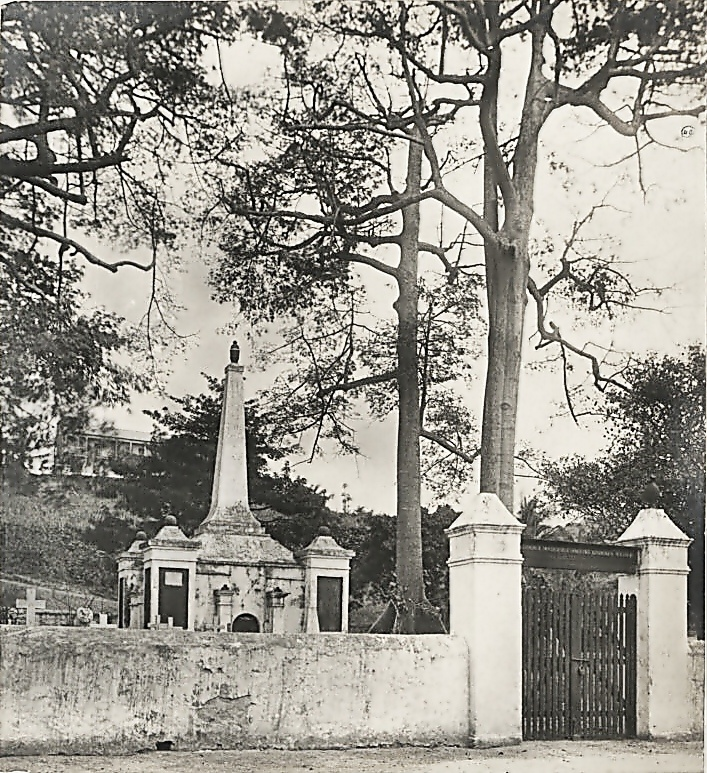
Nederlandse begraafplaats Elmina, Graftombe H.W. Daendels

Na de Inlijving van Nederland door Frankrijk in riep keizer Napoleon Daendels in 1811 terug naar Europa. Hij werd benoemd tot commandant van een divisie van het napoleontische leger en nam deel aan de veldtocht van Napoleon naar Rusland.

### Gouverneur-generaal van de Goudkust
Na de val van Napoleon (1814) verzocht Daendels de nieuwe vorst Willem I om een nieuwe betrekking. Hij werd in 1815 benoemd tot gouverneur-generaal van de Nederlandse bezittingen aan de Afrikaanse Goudkust. Pas in maart 1816 kon hij zijn functie innemen. Hij probeerde een weg aan te leggen van de kust naar het Ashanti-koninkrijk, trachtte het bestuur te reorganiseren en probeerde geld te verdienen met plantages, maar dit alles mislukte.
Daendels overleed aldaar op 2 mei 1818 op 55-jarige leeftijd aan malaria en werd bijgezet op de Nederlandse begraafplaats te Elmina (Ghana).

## Varia

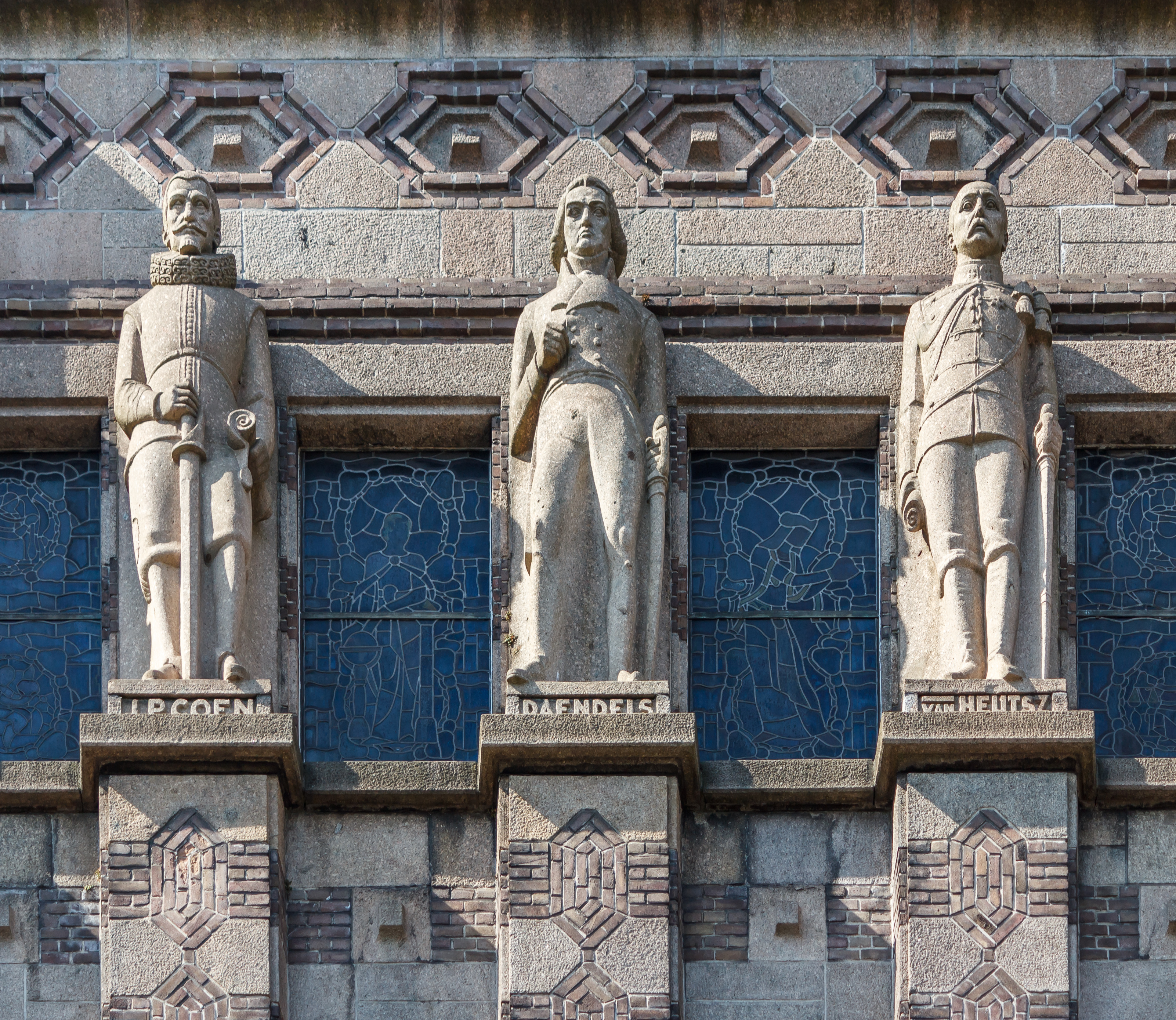
Beeldengroep gebouw De Bazel

- In het Rijksmuseum hangt het afscheid van Krayenhoff in Maarssen van Daendels, dat Egbert van Drielst in 1795 en in samenwerking met Adriaan de Lelie schilderde.[36]
- Boven de hoofdingang van het gebouw De Bazel in de Amsterdamse Vijzelstraat, het vroegere hoofdkantoor van de Nederlandsche Handel-Maatschappij, nu het Amsterdamse Stadsarchief, staan drie standbeelden van voormalige Gouverneurs-generaal van Nederlands-Indië, waaronder het standbeeld van Daendels.
- De Nederlandse c.q. Nederlands-Indische grootgrondbezitter Andries de Wilde was in het begin van zijn carrière de lijfarts van Daendels.

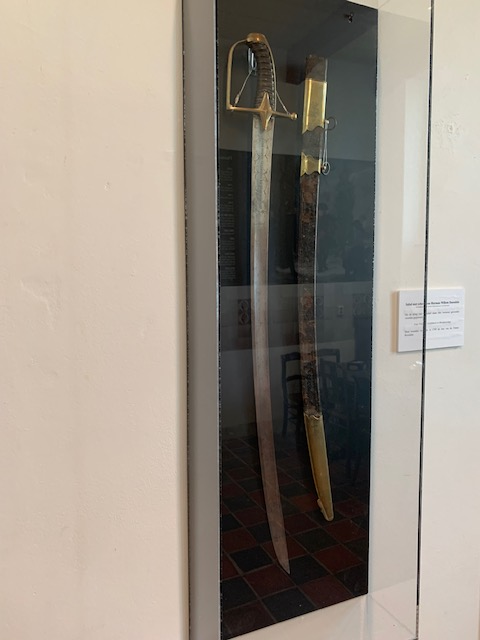
Sabel, Herman Willem Daendels

- In het Voerman Stadsmuseum Hattem[37] hangt een sabel met schede van generaal Daendels in bruikleen van de familie Van Heeckeren van  Molecaten, op de kling staan drie beroemd geworden woorden gegraveerd: Voor Vrijheid, Gelijkheid en Broederschap. Deze woorden vormden de leus van de Franse Revolutie in 1789. Tevens is de stemkist die werd gebruikt bij de verkiezingen voor de Eerste Nationale Vergadering in 1796 in de vaste collectie van het museum opgenomen.
- Er was een ridderorde in voormalig Nederlands-Indië, die vernoemd werd naar Daendels, met de naam Ster van Daendels.